# Vanishing Point (альбом Mudhoney)
Vanishing Point — девятый студийный альбом американской гранж-группы Mudhoney, выпущенный 2 апреля 2013 года. Это шестой релиз группы на лейбле Sub Pop.
| Оценки критиков      | Оценки критиков |
| Источник             | Оценка          |
| -------------------- | --------------- |
| AllMusic             | [ 1 ]           |
| Blurt                | [ 2 ]           |
| Consequence of Sound | [ 3 ]           |
| Drowned in Sound     | 8/10            |
| Mojo                 | [ 5 ]           |
| musicOMH             | [ 6 ]           |
| NME                  | 8/10            |
| Pitchfork            | 7.4/10          |
| Q                    | [ 9 ]           |
| Uncut                | 8/10            |
| Under the Radar      | [ 11 ]          |

## Критика
Альбом по большей части был тепло встречен критиками. Согласно агрегатору Metacritic, Vanishing Point набрал 76 баллов из 100 на основе 20 рецензий. Стивен Томас Эрлевайн из Allmusic отметил традиционное звучание Mudhoney. Майк Шонли из издания Blurt подчеркнул, что группа сохраняет прежний запал, при этом не приедается. Марк Бэрроуз из Drowned in Sound похвалил «кислотный поп под крики Марка Арма» на манер The Stooges.
Мартин Янг из musicOMH назвал работу яркой и одновременно типичной. Похожего мнения придерживался и Стиви Чик из Mojo. Том Гиббс из NME заявил, что группа уже давно черпает идеи из творчества Игги Попа, давая на выходе приятный результат. Эндрю Перри из журнала Q охарактеризовал пластинку как «злую, неряшливую, перегруженную», что и является стилем Mudhoney. Питер Уоттс из Uncut отметил детройтские риффы и яростный вокал Марка Арма.
Мэтт Мелис из Consequence of Sound дал негативную оценку группе. По его мнению, Mudhoney растут, но не становятся зрелыми. Дэн Лукас из Under the Radar заявил, что Vanishing Point отражает текущее творческое мышление группы, а единственная заслуга альбома — это отсутствие претенциозности.

## Список композиций
Все песни написаны Mudhoney.
| №                   | Название                              | Длительность |
| ------------------- | ------------------------------------- | ------------ |
| 1.                  | «Slipping Away»                       | 4:44         |
| 2.                  | «I Like It Small»                     | 3:39         |
| 3.                  | «What to Do with the Neutral»         | 3:29         |
| 4.                  | «Chardonnay»                          | 1:39         |
| 5.                  | «The Final Course»                    | 4:19         |
| 6.                  | «In This Rubber Tomb»                 | 3:33         |
| 7.                  | «I Don't Remember You»                | 2:35         |
| 8.                  | «The Only Son of the Widow from Nain» | 2:45         |
| 9.                  | «Sing This Song of Joy»               | 3:32         |
| 10.                 | «Douchebags on Parade»                | 3:51         |
| Общая длительность: | Общая длительность:                   | 34:06        |

## Участники записи
- Марк Арм — вокал
- Стив Тёрнер — гитара
- Дэн Питерс — барабаны
- Гай Меддисон — бас-гитара